# Wilhelm Wirtinger
Wilhelm Wirtinger (Íbosa do Danúbio, 15 de julho de 1865 — Íbosa do Danúbio, 15 de janeiro de 1945) foi um matemático austríaco.
Foi palestrante plenário do Congresso Internacional de Matemáticos em Heidelberg (1904: Riemanns Vorlesungen über die hypergeometrische Reihe und ihre Bedeutung).

## Obras
- Untersuchungen über Thetafunctionen. Teubner, Leipzig 1895
- Allgemeine Infinitesimalgeometrie und Erfahrung. Teubner, Leipzig 1926
- Zur Theorie der konformen Abbildung mehrfach zusammenhängender ebener Flächen. Verlag der Akademie der Wissenschaften, Berlin 1942
- «Wirtinger Algebraische Funktionen und ihre Integrale und mit Krazer Abelsche Funktionen und allgemeine Thetafunktionen Enzyklopädie der Mathem.Wissenschaften»